# Félix Barón
Barón  Castillo est un nom espagnol. Le premier nom de famille, en général paternel, est Barón ; le second, en général maternel, souvent omis, est Castillo.
Félix Alejandro Barón Castillo, né le 7 novembre 1991 à Zipaquirá, est un coureur cycliste colombien.

## Palmarès

### Palmarès sur route
- 2008
  -  Champion panaméricain sur route juniors
  - Vuelta al Valle del Cibao
  -  Médaillé d'argent du championnat panaméricain du contre-la-montre juniors
- 2010
  -  Champion de Colombie du contre-la-montre espoirs
  - 1re étape de la Vuelta al Tolima
- 2013
  - 2e du championnat de Colombie du contre-la-montre espoirs
  -  Médaillé de bronze du championnat panaméricain sur route espoirs

### Classements mondiaux
| Année            | 2013 |
| ---------------- | ---- |
| UCI America Tour | 72e  |

### Palmarès sur piste

#### Championnats du monde
- Apeldoorn 2011
  - 19e de la poursuite individuelle[2].

### Championnats de Colombie
- Medellín 2013
  -  Médaillé de bronze de la poursuite par équipes (avec Camilo Suárez, Juan David Vargas et Jordan Parra)[3].
- Medellín 2016
  -  Médaillé de bronze de la course aux points[4].
- Cali 2019
  -  Médaillé d'or de la course scratch[5].
  -  Médaillé d'argent de la poursuite individuelle[6].
  -  Médaillé de bronze de la poursuite par équipes (avec Nicolás García, José Serpa et Eduard Yépez)[7].